# Torre de Collserola

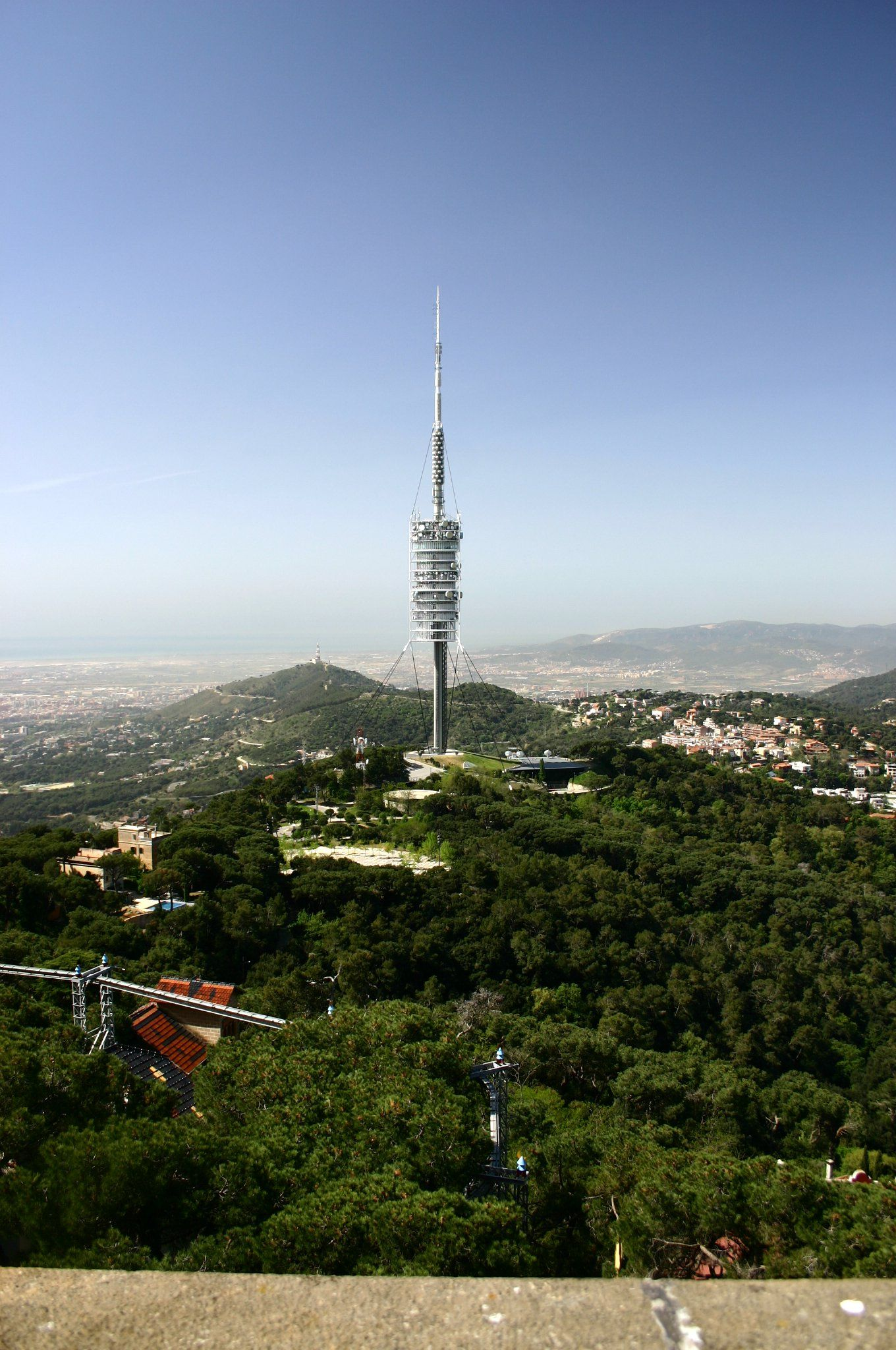
Torre de Collserola

Torre de Collserola – wieża radiowo-telewizyjna położona na wzgórzu Turó de la Vilana, w masywie Serra de Collserola na obrzeżach Barcelony. Wieża została w unikatowy sposób zaprojektowana przez Normana Fostera w 1990 roku na potrzeby Letnich Igrzysk Olimpijskich w 1992 roku. Oficjalne otwarcie obiektu odbyło się 27 czerwca 1992.
Wieża opiera się na dwóch betonowych masztach, a także jak w przypadku wielu podobnych konstrukcji na linach które są mocowane do podstawy masztu.
Łączna wysokość wieży wraz z anteną wynosi 288 metrów, co czyni Torre de Collserola najwyższą budowlą Barcelony. Wieża służy głównie do odbioru sygnału radiowo-telewizyjnego, jednak na 152. metrze budynku zbudowano dostępną publicznie futurystyczną platformę obserwacyjną, z której rozciąga się panorama Barcelony.